# Gauliga Bayern 1936/37
De Gauliga Bayern 1936/37 was het vierde voetbalkampioenschap van de Gauliga Bayern. 1. FC Nürnberg werd kampioen en plaatste zich voor de eindronde om de Duitse landstitel. De club werd groepswinnaar en plaatste zich voor de halve finale tegen Hamburger SV. Na een 3-2-overwinning ging de club ook door naar de finale tegen FC Schalke 04, die met 2-0 verloren werd.

## Eindstand
| Plaats | Club                   | Wed. | W  | G | V | Saldo | Ptn.  |
| ------ | ---------------------- | ---- | -- | - | - | ----- | ----- |
| 1.     | 1. FC Nürnberg         | 18   | 13 | 1 | 4 | 47:16 | 27:9  |
| 2.     | 1. FC Schweinfurt 05   | 18   | 11 | 2 | 5 | 44:29 | 24:12 |
| 3.     | FC Bayern München      | 18   | 8  | 4 | 6 | 49:31 | 20:16 |
| 4.     | SpVgg Fürth            | 18   | 8  | 2 | 8 | 29:35 | 18:18 |
| 5.     | BC Augsburg            | 18   | 6  | 4 | 8 | 26:31 | 16:20 |
| 6.     | VfB Ingolstadt-Ringsee | 18   | 6  | 4 | 8 | 28:38 | 16:20 |
| 7.     | TSV 1860 München       | 18   | 7  | 2 | 9 | 27:38 | 16:20 |
| 8.     | FC Wacker München      | 18   | 4  | 7 | 7 | 21:24 | 15:21 |
| 9.     | ASV 1928 Nürnberg      | 18   | 6  | 3 | 9 | 31:39 | 15:21 |
| 10.    | VfB 1907 Coburg        | 18   | 4  | 5 | 9 | 26:47 | 13:23 |

|  | Kampioen, geplaatst voor nationale eindronde |
|  | Degradatie naar Bezirksliga                  |

## Promotie-eindronde
| Plaats | Club                  | Wed. | Saldo | Ptn. |
| ------ | --------------------- | ---- | ----- | ---- |
| 1.     | SSV Jahn Regensburg   | 10   | 35:9  | 17:3 |
| 2.     | SSV Schwaben Augsburg | 10   | 40:18 | 16:4 |
| 3.     | 1. FC Bayreuth        | 10   | 26:20 | 11:9 |
| 4.     | Würzburger Kickers    | 10   | 16:16 | 8:12 |
| 5.     | PSV 1883 Nürnberg     | 10   | 17:32 | 7:13 |
| 6.     | SC Armin München      | 10   | 10:49 | 1:19 |

|  | Promotie naar Gauliga Bayern 1937/38 |